# Matěj Kovář
Matěj Kovář (Uherské Hradiště, 17 de maio de 2000) é um futebolista checo que atua como goleiro. Atualmente joga no PSV Eindhoven, emprestado pelo Bayer Leverkusen, e pela Seleção Tcheca de Futebol.

## Carreira

### Manchester United
Kovář começou sua carreira no 1. FC Slovácko em sua terra natal, mas se mudou para a Inglaterra para se juntar ao Manchester United em janeiro de 2018 aos 17 anos.
Ele fez sua estreia pelo time sub-18 do clube em uma vitória por 4-1 em casa para o Everton.

#### Empréstimos ao Swindon Town, Burton Albion e Sparta Praha
Antes da temporada 2020-21, Kovář foi emprestado ao Swindon Town em agosto de 2020. Ele fez sua estreia profissional no dia 5 de setembro de 2020, em uma derrota por 3-1 contra o Charlton Athletic na Copa da Liga Inglesa. Em janeiro de 2021, Kovář foi chamado pelo Manchester United após fazer 21 partidas pelo Swindon.
Kovář foi nomeado no elenco final da Premier League do United, enviado após o fim do prazo de transferência para a temporada 2021-22. Em 31 de janeiro de 2022, Kovář assinou um novo contrato com o United até junho de 2023 e foi emprestado ao Burton Albion até o final da temporada.
Em 9 de setembro de 2022, Kovář foi emprestado ao clube Sparta Praha. Ele fez sua estreia em 10 de setembro de 2022, em um empate por 2-2 fora de casa contra o FK Teplice na Campeonato Checo de Futebol. Kovář ajudou o clube a ganhar seu primeiro título de campeonato desde 2014. Ele foi premiado como o goleiro da temporada 2022-23 pela League Football Association (LFA).

### Bayer Leverkusen
Em 15 de agosto de 2023, Kovář assinou um contrato de quatro anos com o clube alemão da Bundesliga, Bayer Leverkusen.

#### Empréstimo ao PSV
Em 15 de julho de 2025, foi anunciado, por empréstimo, como novo reforço do PSV.

## Carreira internacional
Kovář foi convocado pela primeira vez para a seleção principal da República Tcheca em 8 de setembro de 2021 para um amistoso contra a Ucrânia, depois que Tomáš Vaclík sofreu uma lesão.

## Títulos

#### Sparta Praha
- Campeonato Checo de Futebol: 2022-23

#### Bayer Leverkusen
- Bundesliga: 2023-24
- Copa da Alemanha: 2023-24
- Supercopa da Alemanha: 2024

#### PSV Eindhoven
- Supercopa dos Países Baixos: 2025[17]